# Танфилд, Гарри
Гарри Танфилд (англ. Harry Tanfield; род. 17 ноября 1994, район Хамблтон, графство Норт-Йоркшир, Великобритания) — английский профессиональный шоссейный и трековый велогонщик, выступающий с 2020 года за команду мирового тура «AG2R La Mondiale» Старший брат велогонщика Чарли Танфилда.

## Достижения

### Шоссе
2014
5-й Чемпионат Великобритании — Индивидуальная гонка U23
2015
3-й Rutland–Melton International CiCLE Classic
2016
1-й — Этап 7 Tour du lac Poyang
2017
1-й — Этап 1 Тур Бухты Цюаньчжоу
2-й Антверпсе Хавенпейл
5-й Чемпионат Великобритании — Индивидуальная гонка
5-й Дуо Норман (вместе с Чарли Танфилдом)
6-й Hong Kong Challenge
9-й Мемориал Филиппа Ван Конингсло
10-й Ronde van Overijssel
2018
1-й — Этап 1 Тур Йоркшира
1-й — Этапы 5 и 6 Tour Series
2-й  Игры Содружества — Индивидуальная гонка
2-й Чемпионат Великобритании — Индивидуальная гонка
2-й Tour d'Overijssel
2-й Midden-Brabant Poort Omloop
2019
3-й  Чемпионат мира — Командная гонка

### Трек
2018
1-й  Чемпион Великобритании — Индивидуальная гонка преследования
1-й Кубок мира 2017—2018, Минск, Командная гонка преследования
1-й Кубок мира 2017—2018, Минск, Индивидуальная гонка преследования
2-й Кубок мира 2018—2019, Милтон, Индивидуальная гонка преследования
2-й Чемпионат Великобритании — Омниум
3-й Чемпионат Великобритании — Командная гонка преследования